# Farfugium
Farfugium là một chi thực vật có hoa trong họ Cúc (Asteraceae).

## Loài
Chi Farfugium gồm các loài: